# 7128 Misawa
7128 Misawa eller 1991 SM1 är en asteroid i huvudbältet som upptäcktes den 30 september 1991 av de båda japanska astronomerna Kazuro Watanabe och Kin Endate vid Kitami-observatoriet. Den är uppkallad efter Katsue Misawa.
Asteroiden har en diameter på ungefär 5 kilometer.